# Isoperla okamotonis
Isoperla okamotonis är en bäcksländeart som beskrevs av Kohno 1941. Isoperla okamotonis ingår i släktet Isoperla och familjen rovbäcksländor. Inga underarter finns listade i Catalogue of Life.